# Allorrhina soror
Allorrhina soror är en skalbaggsart som beskrevs av Moser 1911. Allorrhina soror ingår i släktet Allorrhina och familjen Cetoniidae. Inga underarter finns listade i Catalogue of Life.